# Žlutokap jižní
Žlutokap jižní (Xanthorrhoea australis), je xerofyt stromového habitu, nejvíce rozšířený druh rodu žlutokap který je svým výskytem omezen na australský světadíl. Protože starší rostlina má holý kmen a jen na vrcholu trs trávovitých listů, je často celý rod nazýván "trávový strom" (Grass Tree).

## Výskyt
Původní areál výskytu se nachází na jihovýchodě Austrálie, ve státech Jižní Austrálie, Victoria a Nový Jižní Wales. Vyrůstá tam rozptýleně od mořského pobřeží až po nadmořskou výšku 1200 m jako podrost neopadavých tvrdolistých lesů, nemůže však růst v trvalém stínu. Postačují mu chudé písčité půdy nebo skalnaté svahy s malou vrstvou zeminy, vyžaduje ale nejméně 250 mm průměrných ročních srážek.
Tyto oblasti jsou často postihovány požáry, které pro žlutokap jižní obvykle nebývají fatální. Oheň sice spálí listy, ožehne kmen a případně i poškodí jeho vrchol, na druhé straně ale stimuluje růst nového olistění, bohaté kvetení a tím i množství semen; někdy způsobí rozdvojení poškozeného kmene. Je to dlouhověká rostlina a předpokládá se, že se dožívá 300 let.

## Popis
Vytrvalá stálezelená rostlina s chocholem listů na vrcholku kmene. Kmen, který je u starších rostlin v důsledku poškození vrcholku často větvený, může dorůst do výšky až 3 m. Kůra kmene je silná, drsná, nese stopy po opadaných spodních listech které na něm vyrůstaly v husté spirále, u starších jedinců zkorkovatělá a mnohdy zčernalá následkem požáru. Rostlina roste velmi zvolna, za rok jen 1 max. 3 cm a vlastní kmínek se začíná nad terénem rýsovat až po mnoha rocích. V prvých létech zárodek kmene roste směrem dolů, asi 15 cm hluboko, kde se vytváří plytký kořenový systém který ani později neproniká o mnoho hlouběji. Kmen slouží i jako zásobárna živin.
Živé modrošedé až šedozelené, úzce čárkovité, kožovité listy s voskovitým povlakem jsou nahloučeny v husté spirále jen na vrcholku kmene, na jejich bázi jsou žlázy vylučující silně aromatickou pryskyřici. Bývají dlouhé 15 až 30 cm a na průřezu jsou čtvercovité až kosočvercovité o stranách nejvíce 3 × 2 mm; u báze jsou nejširší. Mladé listy vyrůstají vzpřímeně vzhůru, postupně se ohýbají a starší visí kolem kmene dolů. V zastíněných místech je životnost listů asi 3 roky, na plném slunci 2. Nové listy přirůstají kontinuálně, avšak nestejnou rychlostí. Pokud dojde k odstranění všech listů vyraší průměrně v prvém roce dva listy denně, po dvou létech jen jeden denně a po třech létech méně než jeden. Délka narostlých listů závisí i na teplotě, nejvyšší je při průměrné denní teplotě 20 °C. Než suché listy opadnou tvoří hustou, žlutou, dolu visící kštici.
Z vrcholu kmene nebo jeho rozvětvených části vyrůstá stvol asi 0,5 m dlouhý a 3 cm tlustý a z něj roste nápadné válcovité květenství (klas). Pevná osa květenství se prodlužuje průměrnou rychlostí 4 cm za den do délky 1,1 až 1,8 m maximálně až 2,5 m a bývá tlustá 5 až 8 cm. Na hnědém vřetenu květenství vyrůstají drobné bílé až krémové, silně vonící květy. Běžně se květy objevují jen řídce, ale po překonaném požáru je rostlina stimulována a tehdy bývá celá osa květy hustě porostlá a rostlina může vytvořit až tisíc semen. Vnější okvětní lístky jsou úzce trojúhelníkovité s dlouhým zobákem a lysé, vnitřní jsou mírně ohnuté nazpět a na vrcholcích jsou krátce chlupaté. V malém přisedlém květu obklopeném tuhými listeny je šest dlouhých tyčinek s prašníky.
Vykvétají od července do prosince, ne však nutně každoročně. Množství nektaru v květech přitahuje širokou škálu opylovačů, hmyz, ptáky i drobné savce. Plodem jsou pukající tobolky s několika černými semeny. Semen může být až 7, v průměru však tobolky obsahují jen po 2.
Rostliny jsou velmi citlivé na plíseň (Phytophthora cinnamomi) která často vyhubí žlutokap jižní v celé oblastí. I zde občas pomáhá oheň který tuto nákazu často zlikviduje do hloubky 20 cm. Škodí také okolní pastva zvířat která většinou vlastní rostlině přímo neubližují, ale intenzivním sešlapáváním narušují plytký kořenový systém.

## Rozmnožování
Žlutokap jižní, shodně jako ostatní druhy rodu, se rozmnožuje výhradně semeny. Tvorba semen je, stejně jako u mnoha dalších rostlin pocházejících z oblastí s častými požáry, iniciována ohněm, podílí se na tom pravděpodobně plyny vznikající při hoření. Některé rostliny bez stimulace ohněm vůbec nevykvétají, proto se u semenných rostlin zakládají ohně uměle.
Vyseté osivo vyklíčí v rozmezí od 21 dnů do jednoho roku. Sazenice rostou velmi pomalu a vyžadují kvalitní lehkou nebo střední půdu s dobrým odvodnění a slunné stanoviště. Trvá však hodně let než rostliny vytvoří kmínek a jsou prodejné.

## Použití
V minulosti poskytoval domorodým obyvatelům nemalé služby. Usušené osy květenství se používaly jako oštěpy a k rozdělávání ohně třením. Pryskyřice z báze listů, po ztvrdnutí velice pevná, sloužila k lepení kamenných hrotů na oštěpy. Dřeň kmene obsahující přes 40 % sacharidů jedli syrovou nebo praženou. Vyvařováním květenství získávali sladký nektar z květů, vítané zpestření chudého jídelníčku.
V současnosti je žlutokap jižní velmi populární v zahradnictví a vysazuje se do volné přírody jako krajinotvorná rostlina a je žádaný do parků a okrasných zahrad. Je velká poptávka po rostlinách rostoucích v květináčích a kontejnerech, velmi nesnadno se přesazuje a i při malém poničení kořenů časem usychá. Jeho nepřijmutí po přesazení na nové stanoviště se zjistí až za delší dobu, až tři roky je schopen vyžít ze svých zásob uložených v kmeni.